# Video marketing
Per video marketing (o videomarketing) si intende l'insieme di regole, tecniche e strategie di comunicazione legate ai contenuti video.
È una branca del marketing che eredita le regole del marketing tradizionale e inserisce nuove possibilità di analizzare i gusti del proprio pubblico e di intercettare potenziali clienti.
Il marketing fatto con i video è una forma di internet marketing che ha tra i suoi obiettivi quello di accrescere la visibilità di un marchio, di una persona, di un prodotto o di un evento attraverso la creazione di contenuti video.
All'interno delle attività di web marketing (web 2.0) porta alcune innovazioni legate alla differente fruizione dei contenuti rispetto a testi e immagini tradizionalmente utilizzati nei blog e nei social media.
La distribuzione di questi contenuti sulle diverse piattaforme video permette di essere utilizzati sia per la ricerca dei contenuti (quindi come motore di ricerca) sia per la condivisione attraverso social, chat o e-mail. 
Esistono molte tipologie di video. Alcune di questa hanno nell'audio un ulteriore aspetto caratteristico. Ecco alcune tipologie base di video:
- Video infografiche[4]
- Video tutorial[5]
- Video promozionale[6]
- Video didattici
- Video esplicativi
- Video animati[7]
- video testimonianze
- Video di realtà virtuale
- Video messaggi
- Video storytelling
- Video Webinar

La possibilità di produrre contenuto con smartphone rappresenta un ulteriore elemento che differenzia il video marketing dalle altre forme di comunicazione.
I video facilitano la consultazione degli utenti grazie anche alla possibilità di ascoltare il contenuto.

## Galleria d'immagini
- Esempio di video tutorial
- Esempio di infografica video
- Esempio di infografica video
- Esempio di infografica video
- Esempio di video promozionale